# Nia Long
Nia Long, född Nitara Carlynn Long 30 oktober 1970 i Brooklyn i New York, är en amerikansk skådespelerska och dansare.

## Filmografi (urval)
- 1991 – Boyz n the Hood
- 1991 – Fresh Prince i Bel Air (TV-serie) (som Claudia, avsnittet "She Ain't Heavy")
- 1993 – Made in America
- 1994–1995 – Fresh Prince i Bel Air (TV-serie) (som Lisa Wilkes, 15 avsnitt)
- 1995 – Friday
- 1997 – Absolut kärlek
- 2000 – Mitt liv, mitt val 2
- 2000 – Big Mommas hus
- 2001–2002 – Vem dömer Amy? (TV-serie) (sex avsnitt)
- 2003 – Baadassssss!
- 2003–2005 – Tredje skiftet (TV-serie) (45 avsnitt)
- 2007–2008 – Big Shots (TV-serie) (elva avsnitt)
- 2009–2010 – The Cleveland Show (TV-serie) (röst; 13 avsnitt)
- 2004 – Alfie
- 2005 – Are We There Yet?
- 2006 – Big Mommas hus 2
- 2007 – Ond aning
- 2008 – Gospel Hill
- 2013 – The Best Man Holiday
- 2014 – The Single Moms Club
- 2015 – Spy
- 2016 – Keanu
- 2017–2018 – NCIS: Los Angeles (TV-serie) (TV-serie, 30 avsnitt)
- 2020 – Life in a Year
- 2023 – Missing